# Austrochaperina archboldi
Austrochaperina archboldi és una espècie de granota que viu a Papua Nova Guinea.